# 西川出
西川 出（にしかわ いずる）は、日本の機械工学者。大阪工業大学工学部機械工学科教授、工学博士（大阪大学）。日本機械学会材料力学部門第85期総務委員会委員長。日本材料学会破壊力学部門委員会第66-67期委員長・信頼性工学部門委員会2006委員。自動車技術会疲労信頼性部門委員会2013委員長。
専門は、材料工学（特に材料強度・材料疲労）・金属工学、破壊力学・接合工学。

## 経歴
1986年大阪大学大学院基礎工学研究科博士後期課程修了、工学博士（大阪大学）。1986年同大学基礎工学部助手。1994年同学部助教授。1997年同大学大学院基礎工学研究科助教授などを経て、2003年大阪工業大学工学部機械工学科に教授として着任。2006年同学科長。2017年同大学学生部長。2020年同大学機械工学科同窓会70周年記念行事実行委員会委員長。
主な所属学会は、日本機械学会、日本材料学会、日本AEM学会、自動車技術会、日本歯科理工学会。

## 主な著書
- 材料力学と材料強度学（共著、養賢堂2017、学術書）[6]
- 破壊力学大系（共著、エヌティーエヌ2012、学術書）
- 改訂材料強度学（分担執筆、日本材料学会2005、学術書）
- 初心者のための疲労設計法（分担執筆、日本材料学会2003、学術書）
- 材料の疲労に関する研究の趨勢（分担執筆、日本材料学会2000、学術書）

## 主な受賞
- 日本材料学会学術貢献賞
- 日本材料学会支部功労賞(2015)[7]
- 自動車技術会技術部門貢献賞
- 日本歯科理工学会優秀講演論文賞

## 主な研究
- 接着接合における疲労破壊メカニズムの考察
- 高張力鋼スポット溶接財の疲労強度向上に関する研究
- ガストンネル型プラズマ溶射によるジルコニア系セラミックス被覆材の強度向上に関する研究 - 大阪大学接合科学研究所との共同研究
- 原子炉構造材料の照射及び負荷による劣化の非破壊評価法に関する調査研究
- 歯科用コンポジットレジンの耐疲労強度向上に関する研究 - 東京医科歯科大学との共同研究[8]
- 可視・赤外併用遠隔非接触応力ひずみ計測法開発による構造健全性診断システムの構築 - 神戸大学との共同研究[9]
- デジタル画像相関法によるき裂背面からのき裂力学量評価法の開発